# Рибєжка (присілок)
Рибєжка (рос. Рыбежка) — присілок Бокситогорського району Ленінградської області Росії. Входить до складу Великодвірського сільського поселення.
Населення — 1 особа (2012 рік). 